# إدواردو أستينغو
إدواردو أستينغو (بالإسبانية: Eduardo Astengo)‏ لاعب كرة قدم بيروفي راحل كان يجيد اللعب في خط الوسط .
لعب طوال مسيرته الرياضية في نادي يونيفيرسيتاريو ديبورتيس . شارك مع منتخب بيرو في بطولة كأس العالم 1930 في الأوروغواي .

## وصلات خارجية
- إدواردو أستينغو على موقع الاتحاد الدولي (مؤرشف)  (الإنجليزية)
- إدواردو أستينغو على موقع قاعدة بيانات كرة القدم.إي يو (الإنجليزية)
- إدواردو أستينغو على موقع ناشيونال فوتبول تيمز (الإنجليزية)
- إدواردو أستينغو على موقع Soccerway.com (الإنجليزية)
- إدواردو أستينغو على موقع عالم كرة القدم.نت (الإنجليزية)

- هذا السيرة الذاتية